# NGC 236
NGC 236 ist eine Spiralgalaxie vom Hubble-Typ Sc im Sternbild Fische auf der Ekliptik. Sie ist schätzungsweise 256 Millionen Lichtjahre von der Milchstraße entfernt und hat einen Durchmesser von etwa 90.000 Lichtjahren.

Im selben Himmelsareal befinden sich u. a. die Galaxien NGC 199, NGC 200, NGC 204, NGC 208.
Das Objekt wurde am 3. August 1864 von dem deutschen Astronomen Albert Marth entdeckt.